# 波因特特盧斯鎮區 (阿肯色州阿肯色縣)
波因特特盧斯鎮區（英語：Point Deluce Township）是位於美國阿肯色州阿肯色縣的一個行政鎮區。

## 地方資料
波因特特盧斯鎮區的面積為143.16平方千米，當中陸地面積為139.55平方千米，而水域面積為3.61平方千米。根據2010年美國人口普查的數據，當地共有人口202人，而人口密度為每平方千米1.41人。